# تامی فرنکس
 تامی فرنکس (انگلیسی: Tommy Franks؛ زادهٔ ۱۷ ژوئن ۱۹۴۵) یک فرد نظامی اهل ایالات متحده آمریکا است.
وی همچنین برنده جوایزی همچون نشان افتخار آزادی رئیس‌جمهوری شده است.